# Camenca, Bacău
Camenca este un sat în comuna Brusturoasa din județul Bacău, Moldova, România.